# Anna Bonaiuto
Anna Bonaiuto (Latisana, 28 gennaio 1950) è un'attrice italiana.

## Biografia
Nasce a Latisana, in provincia di Udine, il 28 gennaio 1950 da padre napoletano e madre friulana. Dopo il diploma all'età di 22 anni all'Accademia nazionale d'arte drammatica, si impone presto, grazie alla sua intensità interpretativa, come una delle attrici più promettenti del teatro e del cinema italiano. Ha lavorato in teatro con importanti registi come Mario Missiroli, Luca Ronconi, Mario Martone, Carlo Cecchi, Toni Servillo. Il suo primo ruolo importante al cinema è Armida, la sensuale domestica di Claude Jade e Duilio Del Prete in Una spirale di nebbia di Eriprando Visconti.
Nel 1992 le viene affidato il ruolo della moglie di Renato Caccioppoli in Morte di un matematico napoletano di Mario Martone, dove affianca il protagonista Carlo Cecchi e che la conferma come una delle attrici di maggior talento del panorama artistico nazionale. A conferma di ciò nel 1993 vince la coppa Volpi alla Mostra internazionale d'arte cinematografica di Venezia come migliore attrice non protagonista nel film di Liliana Cavani Dove siete? Io sono qui. Nel 1995 ancora Mario Martone le offre il ruolo della protagonista nel film L'amore molesto tratto dal bestseller omonimo di Elena Ferrante. Il film è presentato in concorso al Festival di Cannes 1995, e l'interpretazione di Anna Bonaiuto riceve il plauso generale, tanto da farle vincere i maggiori premi cinematografici della stagione: il David di Donatello, il Nastro d'argento, il Globo d'oro e la Grolla d'oro come miglior attrice protagonista.
Nel 1998 Fulvio Wetzl le offre il ruolo di Marina nel film Prima la musica, poi le parole, pellicola che parteciperà a molti festival internazionali, a cominciare dal Giffoni Film Festival 1999. Nanni Moretti nel 2006 la dirige ne Il caimano, nel 2007 è nel cast di Mio fratello è figlio unico, diretta da Daniele Luchetti e L'uomo di vetro di Stefano Incerti. Nel 2010 sarà invece Carlo Verdone a dirigerla in uno dei suoi più grandi successi commerciali: Io, loro e Lara. Tra le sue performance più giustamente celebrate è la parte di Livia Danese, moglie di Giulio Andreotti, nel film Il divo di Paolo Sorrentino. Numerosi i riconoscimenti anche dalla critica teatrale tra i quali il premio Ubu nel 2003 come migliore attrice italiana per l'interpretazione di donna Rosa Priore in Sabato, domenica e lunedì di Eduardo De Filippo, con la regia di Toni Servillo.

## Filmografia

### Cinema

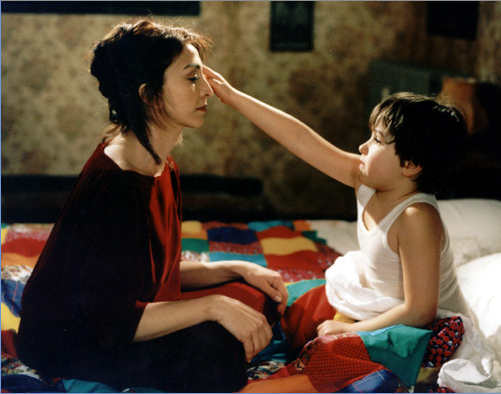
Anna Bonaiuto (a sinistra) in Prima la musica, poi le parole (1998)

- Film d'amore e d'anarchia - Ovvero "Stamattina alle 10 in via dei Fiori nella nota casa di tolleranza...", regia di Lina Wertmüller (1973)
- Teresa la ladra, regia di Carlo Di Palma (1973)
- Virilità, regia di Paolo Cavara (1974)
- Squadra antifurto, regia di Bruno Corbucci (1976)
- Il ginecologo della mutua, regia di Joe D'Amato (1977)
- Una spirale di nebbia, regia di Eriprando Visconti (1977)
- La città delle donne, regia di Federico Fellini (1980) - non accreditata
- Blu cobalto, regia di Gianfranco Fiore Donati (1985)
- Gentili signore, regia di Adriana Monti (1988)
- La cintura, regia di Giuliana Gamba (1989)
- Storia di ragazzi e di ragazze, regia di Pupi Avati (1989)
- Donna d'ombra, regia di Luigi Faccini (1990)
- Basta! Adesso tocca a noi, regia di Luciano Emmer (1990)
- La puttana del re (La Putain du roi), regia di Axel Corti (1990)
- Fratelli e sorelle, regia di Pupi Avati (1992)
- Morte di un matematico napoletano, regia di Mario Martone (1992)
- Dove siete? Io sono qui, regia di Liliana Cavani (1993)
- Giovanni Falcone, regia di Giuseppe Ferrara (1993)
- Il postino, regia di Michael Radford (1994)
- L'amore molesto, regia di Mario Martone (1995)
- I vesuviani, regia di Stefano Incerti, Antonietta De Lillo, Pappi Corsicato, Mario Martone e Antonio Capuano (1997)
- Fiabe metropolitane, regia di Egidio Eronico (1997)
- Teatro di guerra, regia di Mario Martone (1998)
- Prima la musica, poi le parole, regia di Fulvio Wetzl (1998)
- Appassionate, regia di Tonino De Bernardi (1999)
- Quando comincia la notte, regia di Elisabetta Sgarbi – cortometraggio (2002)
- Notte senza fine, amore, tradimento e incesto, regia di Elisabetta Sgarbi (2004)
- La passione di Giosuè l'ebreo, regia di Pasquale Scimeca (2005)
- Il caimano, regia di Nanni Moretti (2006)
- Mio fratello è figlio unico, regia di Daniele Luchetti (2007)
- L'uomo di vetro, regia di Stefano Incerti (2007)
- La ragazza del lago, regia di Andrea Molaioli (2007)
- Bianco e nero, regia di Cristina Comencini (2008)
- Il divo, regia di Paolo Sorrentino (2008)
- Io, loro e Lara, regia di Carlo Verdone (2009)
- Il peggior Natale della mia vita, regia di Alessandro Genovesi (2012)
- Viva la libertà, regia di Roberto Andò (2013)
- Buoni a nulla, regia di Gianni Di Gregorio (2014)
- Banana, regia di Andrea Jublin (2014)
- Mamma o papà?, regia di Riccardo Milani (2017)
- Napoli velata, regia di Ferzan Özpetek (2017)
- Loro, regia di Paolo Sorrentino (2018)
- Il colpo del cane, regia di Fulvio Risuleo (2019)
- Divine - La fidanzata dell'altro (Der göttliche Andere), regia di Jan Schomburg (2020)
- Blackout Love, regia di Francesca Marino (2021)
- Tre piani, regia di Nanni Moretti (2021)
- Il sol dell'avvenire, regia di Nanni Moretti (2023)
- Dall'alto di una fredda torre, regia di Francesco Frangipane (2023)
- Volare, regia di Margherita Buy (2024)
- 30 notti con il mio ex, regia di Guido Chiesa (2025)

### Televisione
- Il filo e il labirinto (episodio Dietro la tenda scura) – miniserie TV (1979)
- L'ultimo concerto, regia di Francesco Laudadio – film TV (1996)
- Il sequestro Soffiantini, regia di Riccardo Milani – miniserie TV (2002)
- Atelier Fontana - Le sorelle della moda, regia di Riccardo Milani – miniserie TV (2011)
- Il re – serie TV (2022-2024)
- Sono Lillo – serie TV (2023)

## Teatro
- La Centaura di Giovan Battista Andreini, regia di Luca Ronconi (1972) – saggio degli allievi dell'Accademia
- Das Kätchen von Heilbronn di Heinrich von Kleist, regia di Luca Ronconi (1972)
- Orestea di Eschilo, regia di Luca Ronconi (1972)
- Il mercante di Venezia di William Shakespeare, regia di Memè Perlini (1980)
- Amadeus di Peter Shaffer, regia di Giorgio Pressburger (1982)
- Ivanov di Anton Čechov, regia di Carlo Cecchi, Teatro Caio Melisso di Spoleto, 3 luglio 1982.
- Il ritorno a casa di Harold Pinter, regia di Carlo Cecchi (1982)
- Le tre sorelle di Anton Čechov, regia di Otomar Krejča, Teatro Stabile di Genova (1984)
- Terra sconosciuta di Arthur Schnitzler, regia di Otomar Krejca, Teatro Stabile di Genova (1985)
- I creditori di August Strindberg, regia di Italo Spinelli (1985)
- L'amante di Harold Pinter, regia di Carlo Cecchi (1986)
- La vittima, testo e regia di Enzo Siciliano, Asti Teatro (1986)
- Il misantropo di Molière, regia di Carlo Cecchi (1986)
- L'uomo, la bestia e la virtù di Luigi Pirandello, regia di Carlo Cecchi (1987)
- Teresa non sparare di Christopher Durang, regia di Giuseppe Cederna (1989)
- Woyzeck di Georg Büchner, regia di Mario Martone (1989)
- Ti amo, Maria! di Giuseppe Manfridi, regia di Marco Sciaccaluga (1990)
- Ritter, Dene, Voss di Thomas Bernhard, regia di Carlo Cecchi, Teatro Comunale di Ferrara, 16 gennaio 1992.
- Terremoto con madre e figlia di Fabrizia Ramondino, regia di Mario Martone, Asti Teatro, 30 giugno 1993.
- Hedda Gabler di Henrik Ibsen, regia di Carlo Cecchi (1999)
- Il lavoro rende liberi di Vitaliano Trevisan, regia di Toni Servillo, Teatro Stabile di Torino (2005)
- Inventato di sana pianta ovvero Gli affari del barone Laborde di Hermann Broch, regia di Luca Ronconi (2007)
- La Gerusalemme liberata - Canto XVI di Torquato Tasso, regia di Anna Bonaiuto (2010)
- Porno Teo Kolossal di Pier Paolo Pasolini, reading, regia di Francesco Saponaro (2015)
- La divina Sarah, regia di Marco Carniti (2016-2017)
- Le serve di Jean Genet, con Manuela Mandracchia e Vanessa Gravina, regia di Giovanni Anfuso (2016)
- Piccoli crimini coniugali, regia di Michele Placido (2018)
- Giusto la fine del mondo di Jean-Luc Lagarce, regia di Francesco Frangipane (2020-2022)
- Addio fantasmi, drammaturgia di Chiara Lagani, regia di Luigi De Angelis (2022)
- Prima, testo e regia di Pascal Rambert, Piccolo Teatro di Milano (2023)
- Durante, testo e regia di Pascal Rambert, Piccolo Teatro di Milano (2024)

## Audiolibri
- Muriel Barbery, L'eleganza del riccio. Letto da Anna Bonaiuto e Alba Rohrwacher, collana Bestsellers, traduzione di E. Caillat, C. Poli, Emons Audiolibri, 23 febbraio 2010, ISBN 9788895703312.
- Mariolina Venezia, Mille anni che sto qui, collana Bestsellers, Emons Audiolibri, 15 luglio 2010, ISBN 9788895703350.
- Elena Ferrante, L'amica geniale Vol. 1, Emons Audiolibri, 25 ottobre 2018, ISBN 9788869863301.
- Elena Ferrante, Storia del nuovo cognome Vol. 2, Emons Audiolibri, 29 ottobre 2015, ISBN 9788869860324.
- Elena Ferrante, Storia di chi fugge e di chi resta Vol. 3, Emons Audiolibri, 3 marzo 2016, ISBN 9788869860461.
- Elena Ferrante, Storia della bambina perduta Vol. 4, Emons Audiolibri, 12 maggio 2016, ISBN 9788869860478.
- Natalia Ginzburg, Ad alta voce: Lessico Famigliare, Radio 3, 8 agosto 2016. URL consultato il 5 maggio 2021 (archiviato dall'url originale il 5 maggio 2021).
- Alan Bennett, Ad alta voce: La sovrana lettrice, Radio 3, 1º maggio 2017. URL consultato il 5 maggio 2021 (archiviato dall'url originale il 5 maggio 2021).
- Irène Némirovsky, Suite francese, collana Bestsellers, traduzione di Laura Frausin Guarino, Emons Audiolibri, 16 marzo 2017, ISBN 9788869861239.
- Elena Ferrante, L'amore molesto, Emons Audiolibri, 6 giugno 2018, ISBN 9788866329787.
- Elena Ferrante, La vita bugiarda degli adulti, Emons Audiolibri, 8 luglio 2020, ISBN 9788833571959.
- Lev Tolstoj, Anna Karenina, collana Classici, Emons Audiolibri, 8 novembre 2017, ISBN 9788869862441.
- Marcel Proust, Dalla parte di Swann. Alla ricerca del tempo perduto, traduzione di Giovanni Raboni, Emons Audiolibri, 18 marzo 2021, ISBN 9788869865947.
- Maria Orsini Natale, Francesca e Nunziata., Emons Audiolibri, 5 luglio 2024, ISBN 9788869862076.

## Riconoscimenti
- David di Donatello
  - 1990 – Candidatura alla migliore attrice protagonista per Donna d'ombra
  - 1995 – Migliore attrice protagonista per L'amore molesto
  - 1998 – Candidatura alla migliore attrice protagonista per Teatro di guerra
  - 2008 – Candidatura alla migliore attrice protagonista per La ragazza del lago
  - 2013 – Candidatura alla migliore attrice non protagonista per Viva la libertà
  - 2018 – Candidatura alla migliore attrice non protagonista per Napoli velata

- Nastro d'argento
  - 1996 – Migliore attrice protagonista per L'amore molesto
  - 2008 – Candidatura alla migliore attrice non protagonista per La ragazza del lago e Bianco e nero
  - 2009 – Candidatura alla migliore attrice non protagonista per Il divo

- Globo d'oro
  - 1995 – Miglior attrice per L'amore molesto

- Mostra del cinema di Venezia
  - 1993 – Coppa Volpi come migliore attrice non protagonista per Dove siete? Io sono qui

- Ciak d'oro
  - 1990 – Candidatura alla miglior attrice non protagonista per Storia di ragazzi e di ragazze
  - 1993 – Candidatura alla miglior attrice non protagonista per Morte di un matematico napoletano e Fratelli e sorelle
  - 2007 – Candidatura alla miglior attrice non protagonista per Mio fratello è figlio unico
  - 2009 – Candidatura alla miglior attrice non protagonista per Il divo
  - 2010 – Candidatura alla miglior attrice non protagonista per Io, loro e Lara
  - 2018 – Candidatura alla miglior attrice non protagonista per Napoli velata

- Premio Ubu
  - 2002/2003 – Migliore attrice per Sabato, domenica e lunedì di Eduardo De Filippo